# Open Up and Say...Ahh!
Open Up And Say... Ahh! é o segundo álbum de estúdio da banda Poison, lançado em 1988. Paul Stanley, vocalista e guitarrista do Kiss iria comandar a produção, mas devido a problemas de agenda, a função ficou com Tom Werman.
Este trabalho trouxe muitas outras músicas que se tornariam clássicas, como "Fallen Angel", "Nothin' But a Good Time" e a balada "Every Rose Has It's Thorn". A banda também gravou um cover de "Your Mama Don't Dance", de Loggins and Messina.
Curioso relatar que a capa original foi censurada, por trazer uma imagem considerada satânica (algo como uma mulher/monstro com a língua de fora). Uma nova capa foi então elaborada, deixando apenas uma parte do desenho à vista, mas, em muitos países, os discos foram vendidos com as duas opções de capa.
Em 2007, o Poison teve a música "Nothin' but a Good Time" regravada e incluída na trilha sonora do jogo Guitar Hero Encore: Rocks the 80s.

## Faixas
1. "Love on the Rocks" - 3:33
2. "Nothin' but a Good Time" - 3:48
3. "Back to the Rocking Horse" - 3:35
4. "Good Love" - 2:52
5. "Tearin' Down the Walls" - 3:51
6. "Look But You Can't Touch" - 3:26
7. "Fallen Angel" - 3:57
8. "Every Rose Has Its Thorn" - 4:20
9. "Your Mama Don't Dance" - 3:00
10. "Bad to Be Good" - 4:05

1. ↑  «Rikki Rockett Remembers Poison's 'Open Up And Say ... Ahh!'». Ultimate Classic Rock (em inglês). Consultado em 3 de agosto de 2018
2. ↑  «Os 30 anos de 'Open Up And Say... Ahh!', o ponto alto do sucesso do Poison». Igor Miranda